# ダークグラス
『ダークグラス』（原題：Occhiali neri、英題：Dark Glasses）は、2022年のイタリア・フランス合作のジャッロ映画。
『ダリオ・アルジェントのドラキュラ』（2012年）以来10年ぶりに、ダリオ・アルジェントが共同脚本と監督を務めた。アルジェントがフランコ・フェッリーニとカルロ・ルカレッリとともに脚本を執筆し、イレニア・パストレッリが主演した。
連続殺人鬼に襲われ、逃げる途中で自動車事故を起こして失明したイタリア人エスコート嬢が、その事故で親を亡くした中国人の少年に助けてもらうことになる。アルジェントの娘であるアーシア・アルジェントも出演し、本作のアソシエイト・プロデューサーを兼任している。
イタリアとフランスによる国際共同製作作品である『Occhiali neri』は、2022年2月11日に第72回ベルリン国際映画祭で初上映された。イタリアでは同月24日から劇場公開された。

## ストーリー
ローマでコールガールを生業とするディアナはある夜、車で帰宅途中に白いバンに追い回され、衝突事故を起こして失明した。この町では娼婦の殺人事件が相次ぎ、現場で白いバンが目撃されていた。退院し、歩行訓練士の女性リータから白杖の使い方を教わるディアナ。盲導犬のネレアも与えられた。
ディアナの事故には中国人の親子が乗った車も巻き込まれ、父親は即死。重体だった母親も数日後に亡くなった。残された10才の少年チンを案じて保護施設を訪れるディアナ。子供たちの中で孤立していたチンは施設を脱走し、ディアナが残した名刺を頼りに彼女の家に転がり込んだ。
脱走したチンを探してディアナの家を訪問する二人組の刑事。ディアナが家に入れないので刑事は名刺を残し、捜索令状を取りに署に戻った。その隙に、犬のネレアを残したままチンの家に移動するディアナたち。夜に令状を手に戻って来た刑事たちは、ディアナを襲いに来た殺人犯と鉢合わせし、殺された。
刑事が死んだことでディアナの身を案ずる警察。チンの家にも捜索のパトカーがやって来た。事情を知らずに逃走し、郊外のリータの家に逃げ込むディアナたち。刑事殺害のニュースを見て警察の保護を求めろと勧めるリータに、チンを施設に帰したくないから電話しないと言い張るディアナ。それを盗み聞いたチンは、昼間に刑事が残して行った名刺の番号に自ら電話し居所を知らせた。しかし、その携帯を持っていたのは、刑事を殺した殺人犯だった。
リータを殺し、ディアナとチンを自宅に連れ帰る殺人犯。その正体はディアナの客だった犬のブリーダーだった。多数の犬が飼われている彼の家にはネレアも連れて来られていた。ディアナの家に侵入した殺人犯は高価なネレアを転売目的で盗んだのだ。檻を抜け出したネレアはディアナの指示で殺人犯に襲いかかり喰い殺した。生還したディアナはチンを香港在住の裕福な親戚に引き渡し、ネレアを頼りに一人で生きて行く決意を新たにした。

## キャスト
- ディアナ - イレニア・パストレッリ（英語版）

盲目の高級エスコート嬢
- リタ - アーシア・アルジェント

ディアナを支える歩行訓練士
- マッテオ - アンドレア・ゲルペーリ（イタリア語版）
- アレアルディ警部 - Mario Pirrello
- バイヤーニ警部補 - Maria Rosaria Russo
- バルダッシ警部補 - Gennaro Iaccarino
- チン - Xinyu Zhang[1][2][8]

## 製作

### 企画開発
『Occhiali neri』の構想は、2002年にまで遡り、当初はヴィットリオ・チェッキ・ゴーリがプロデューサーを務める予定だった。その後、チェッキ・ゴーリの会社が倒産し、この脚本は棚上げされていたが、ダリオ・アルジェントの娘であるアーシア・アルジェントが2021年に自伝『Anatomy of a Wild Heart』を執筆中に再発見した。

### 音楽
フランスの電子音楽デュオのダフト・パンクが当初作曲を担当することになっていたが、2021年に解散したため、アルノー・ルボチーニに変更された。

## 公開
2022年2月8日に、映画のティーザー予告編が公開された。2月10日には完全な予告編が公開された。
『Occhiali neri』は2022年2月11日に第72回ベルリン国際映画祭（Berlinale）でワールドプレミア上映された。その後、イタリアでは2022年2月24日に劇場公開された。
この映画は、北米やイギリス、アイルランド、オーストラリア、ニュージーランドではストリーミング配信されることが決定し、2022年10月13日にストリーミングサービス「シャダー」で配信が開始された。

## 評価
レビュー収集サイトのRotten Tomatoesでは、46件のレビューに基づき52%の支持率を獲得し、平均評価は5.4/10となっている。同サイトのコンセンサスは、「ダリオ・アルジェントの最高傑作には程遠いが、『Dark Glassess』は、巨匠の手による恐ろしい作品に飢えているファンにとっては一見の価値があるかもしれない」と記している。
ベルリン国際映画祭でのプレミア上映後、Deadline HollywoodのAnna Smithは、そのレビューで「襲うシーンでの不快でエロティックな視線（パスティーシュのつもりなら、うまくいっていない）」を指摘し、「70年代、80年代のアルジェントの作品のサスペンスとスタイルに欠けている一方で、様々なテーマを繰り返している（中略）ほとんどは、昔のアルジェントの方がどれだけ良かったかを思い出させるだけ」と書き綴っている。ガーディアン紙のPeter Bradshawは、この映画に5つ星のうち星2つをつけ、そのオープニングシークエンスを評価しながらも、「悪い意味で奇妙で、優雅さに欠けた馬鹿げたプロットの切り替えがある」とし、「監督は、ディアナがこのすべての過程を通して人間として変化したり成長するという考えに特に関心がない」と指摘している。デイリー・テレグラフ紙のTim Robeyもこの映画に5つ星のうち星2つをつけ、アルジェントの「新しいトリックを学ぶことへの関心」のなさを嘆き、ディアナの盲導犬を演じた犬の演技を批判している。
バラエティ誌のMichael Nordineは、「（アルジェントに）盲目的に傾倒している人だけは、彼の最新作がいかにひどく馬鹿げているかを理解できないだろうが、その一方で、攻撃的な犬や、日食、水蛇といったものの浅はかな魅力に免疫がない人だけは、『Dark Glasses』を少しも楽しめないだろう」と書いている。IndieWireのBen Crollは、この映画に「B＋」の評価をつけ、「原点回帰というレッテルを貼られることだけを望む、トゲのある小さなジャッロで、もし、それが少しでも（原点回帰に）足りなかったとしても、努力した点を評価しなければならない」と評した。ハリウッド・リポーター誌のJordan Mintzerは、「『Dark Glasses』は決して怖くはないし、中には馬鹿げたシーンもあるが、額面通りに受け取れば、十分に楽しめる作品だが、それ自体が手本になるというよりは、アルジェントがかつて何を得意としていたかを思い出させる作品だ」と結論付けている。